# Jakoetische Autonome Socialistische Sovjetrepubliek
De Jakoetische  Autonome Socialistische Sovjetrepubliek (Russisch: Якутская Автономная Социалистическая Советская of Jakoetische ASSR (Russisch: Якутская АССР) was een Autonome socialistische sovjetrepubliek van de Sovjet-Unie.
De Jakoetische  Autonome Socialistische Sovjetrepubliek ontstond op 27 april 1922 tijdens de Jakoetenopstand in de Russische Socialistische Federatieve Sovjetrepubliek waardoor de Oblast Jakoetsk opgericht werd die daarna tot ASSR verheven werd.  De Jakoetische  Autonome Socialistische Sovjetrepubliek ging na het uiteenvallen van de Sovjet-Unie op in de autonome republiek Sacha.